# Autostrada O1 (Turcja)
Otoyol 1 (tur. "Boğaziçi Köprüsü Otoyolu"), w skrócie O1 – miejska autostrada w Stambule, w Turcji. Głównym obiektem w ciągu drogi jest Most Borforski łączący ze sobą europejską i azjatycką część Stambułu.